# Sarah Jung
Sarah Jung (* 1. März 1978 in Innsbruck, Tirol) ist eine österreichische Schauspielerin.

## Leben
Sie war Schülerin der Schauspielschule Innsbruck. Ihr erstes Engagement erhielt Sarah Jung im Jahr 2000 von der Intendantin Ruth Drexel am Volkstheater München. Ein Jahr später entdeckte sie der Regisseur Xaver Schwarzenberger für den Kinofilm. Bundesweit bekannt wurde Jung in der Rolle der Magdalena in Franz Xaver Bogners Grimme-Preis-ausgezeichneter Fernsehserie München 7.

## Theater (Auswahl)
- Volkstheater München, 2000–2002
- Tiroler Landestheater, seit 2004

## Film und Fernsehen (Auswahl)
- 2002: Andreas Hofer – Die Freiheit des Adlers, (Fernsehfilm, Regie Xaver Schwarzenberger)
- 2003: Die Verbrechen des Professor Capellari (Fernsehserie, 1 Folge)
- 2003: Schwabenkinder (Heimatfilm von Jo Baier)
- 2003: Glashimmel
- 2003: Café Meineid  (Fernsehserie, Folge: Zügellos)
- 2004: Der Bulle von Tölz: Wenn die Masken fallen (Fernsehserie)
- 2004: Der Ferienarzt (Fernsehserie, 1 Folge)
- 2004–2006: München 7 (Fernsehserie, 13 Folgen, Regie Franz Xaver Bogner)
- 2005: Die Rosenheim-Cops (Fernsehserie, Folge: Salsa in den Tod)
- 2007: SOKO Donau (Fernsehserie, Folge: In Vino Veritas)
- 2008: Tatort: Granit
- 2008–2020: Aktenzeichen XY... ungelöst (Fernsehserie, 2 Folgen)
- 2009: Hinterkaifeck – Die wahre Geschichte hinter Tannöd
- 2010: Die Hebamme – Auf Leben und Tod (Fernsehfilm)
- 2012: K2 – La montagna degli italiani (Fernsehfilm)
- 2014: Vals
- 2017: SOKO Donau (Fernsehserie, Folge: Ein hoher Preis)
- 2017: SOKO Kitzbühel (Fernsehserie, Folge: Fatale Begierde)
- 2018: Schnell ermittelt (Fernsehserie, Folge: Felix Presinger)
- 2019: Meiberger (Fernsehserie, 1 Folge)